# Benningen
Benningen je obec v německé spolkové zemi Bavorsko, v zemském okrese Unterallgäu ve vládním obvodu Švábsko.
Žije zde přibližně 2 200 obyvatel.

## Poloha
Sousední obce jsou: Hawangen, Lachen, Memmingen, Memmingerberg a Woringen.